# ال پنون (سانتاندر)
ال پنون (انگلیسی: El Peñón, Santander) نام یک منطقه مسکونی در کلمبیا است.